# SMS Wolf (1878)
Pour les autres navires du même nom, voir SMS Wolf.
La SMS Wolf (ce qui signifie « loup » en allemand) est une canonnière de la classe Wolf qui fut le premier bateau de guerre allemand à croiser en Extrême-Orient. Elle avait comme sister-ship la SMS Hyäne. Construite en 1878, elle a été rayée des cadres en 1906 et démolie en 1919.

## Histoire
Le navire a été construit par le chantier naval impérial de Wilhelmshaven et mis à l'eau le 21 mars 1878. La SMS Wolf quitte Wilhelmshaven le 26 octobre de la même année pour se rendre en Chine, sous le commandement du korvettenkapitän Paschen. Malgré une avarie survenue dans les machines, elle atteint Singapour le 2 février 1879. Cependant le bateau est plus un voilier qu'un bateau à vapeur. Sa voilure est de 541 m2.
La Wolf reste cinq ans en Asie et retourne en Allemagne, le 30 mai 1884, puis se rend le long des côtes d'Afrique de l'Ouest et prend part à la colonisation allemande. Cependant elle est mise hors service, le 30 octobre 1884.
Après ses réparations, la Wolf navigue vers les Indes, mais elle est remplacée en Asie par la SMS Iltis, qui a été modernisée entre-temps, à la différence de la Wolf. Cependant elle stationne en Extrême-Orient jusqu'en 1895, année où elle se rend à Dantzig, le 27 septembre, et est mise hors service. Elle reprend la route des mers en 1897, puis de l'Afrique, jusqu'en 1905. Elle est mise de nouveau hors service à Dantzig, le 18 juillet 1905.
Le navire est rayé des listes de la marine impériale, le 3 février 1906, après trente-deux ans de service. La canonnière est démolie en 1919, après avoir servi pour les réparations d'autres bateaux.